# Baulofsbruch

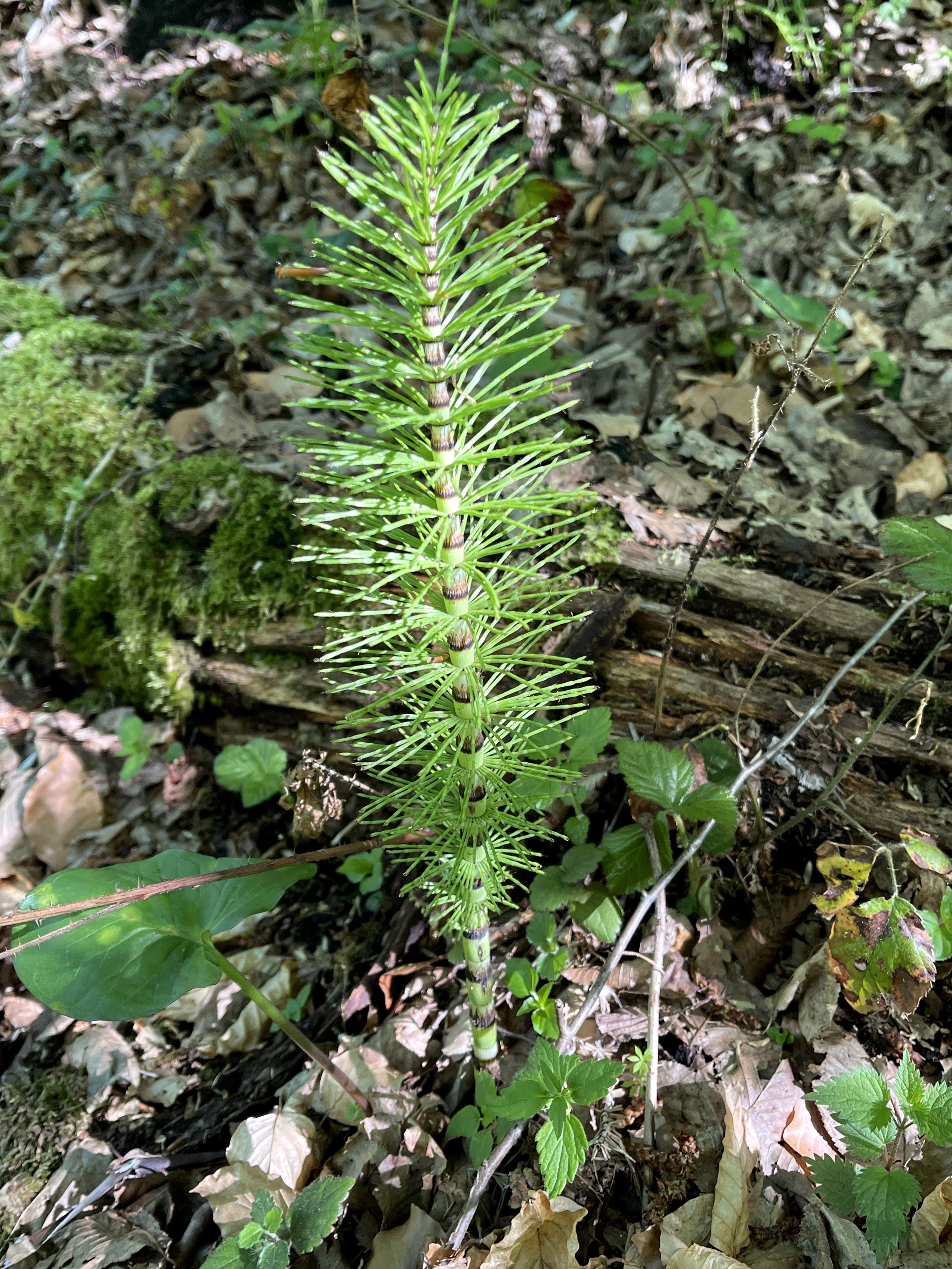
Riesen-Schachtelhalm im NSG

Das Naturschutzgebiet Baulofsbruch liegt auf dem Gebiet der Stadt Ratingen im Kreis Mettmann in Nordrhein-Westfalen.
Das Gebiet erstreckt sich nördlich der Kernstadt von Ratingen und westlich des Ratinger Stadtteils Eggerscheidt. Am westlichen Rand des Gebietes verläuft die Landesstraße L 139 und am nördlichen Rand die Kreisstraße K 31.

## Beschreibung
Das etwa 73,5 ha große Gebiet wurde im Jahr 1981 unter der Schlüsselnummer ME-005 unter Naturschutz gestellt.
Laut Fachinformationssystem des Landesamtes für Natur, Umwelt und Verbraucherschutz in NRW handelt es sich bei dem Gebiet um

„einen von überwiegend alten Buchen- und Eichenwäldern geprägten Waldkomplex auf Pseudogleystandort. In den feuchten Senken am Nord- und Südrand des Gebietes sind Erlenbruch- und Erlensumpf- bzw. Erlenquellwälder in den Wald eingebettet. Bemerkenswert ist der sehr quellig-sumpfige Erlensumpfwald im Südteil des Gebiets mit kaum eingetieften Fließgewässerabschnitten und großflächigen Versumpfungen, lokal mit Riesenschachtelhalmbeständen. Problematisch sind Japanische Springkraut und Riesenbärenklau, die in die Beständ eindringen. Daneben stocken im Gebiet vor allem noch Berg-Ahorn, Erlen-, Kiefern- und Fichtenwälder. Hervorzuheben ist das Quellbachsystem des Fahrenkothener Baches mit großflächigen Riesenschachtelhalmbeständen. Des weiteren stocken am Nordrand des NSG innerhalb eines feuchten Eichenmischwaldes sehr alte Flatterulmen. Regional bedeutsam aufgrund der relativ großflächigen Erlenfeuchtwälder, des Quellbachsystems und der umgebenden Buchen- und Eichenwälder im starken Baum- bis Altholzalter. Trittsteinbiotop zwischen Rheinaue und Bergischem Land.“

Im Naturschutzgebiet sind folgende bemerkenswerte, seltene und besonders schützenswerte Pflanzenarten vertreten:
Flatterulme (Ulmus laevis) und Riesen-Schachtelhalm (Equisetum telmateia) (lt. Roter Liste NRW (2020) beide stark gefährdet (RL2)), zudem die durch gezielte Schutzmaßnahmen wieder im Bestand stabilisierte Langährige Segge (Carex elongata), außerdem die unter gesetzlich Schutz stehenden Torfmoosarten (Sphagnum spec.) und Sumpf-Schwertlilie (Iris pseudacorus).
An seltenen Tierarten seien die Gestreifte Quelljungfer (Cordulegaster bidentata) genannt (lt. Roter Liste stark gefährdet (RL2) und extrem selten).
Im Landschaftsplan werden zudem erwähnt: Die Zweigestreifte Quelljungfer (Cordulegaster boltonii) (RL3), 9 verschiedene Amphibien- und Reptilienarten, darunter Ringelnatter, Feuersalamander und Fadenmolch, drei Fledermausarten und 55 verschiedene Vogelarten, wovon 11 in der Roten Liste NRW als regional gefährdet stehen, darunter auch die stark gefährdete Waldschnepfe und der Mittelspecht.

## Schutzziele
Schutzziele sind
- die Erhaltung, Pflege und Entwicklung eines in Teilen noch naturnahen Waldkomplexes durch Überlassen der Sukzession in den Bruch- und Sumpfwaldbereichen und naturnahe Waldbewirtschaftung in den alten Buchen- und Eichenwäldern, insbesondere
- die Erhaltung von Alt- und Totholz und Erhaltung der alten Flatterulmen,
- der Schutz der Riesenschachtelhalmbestände u. a. vor Befahrung und
- die Kontrolle und gegebenenfalls das Zurückdrängen der Neophytenbestände.[1]

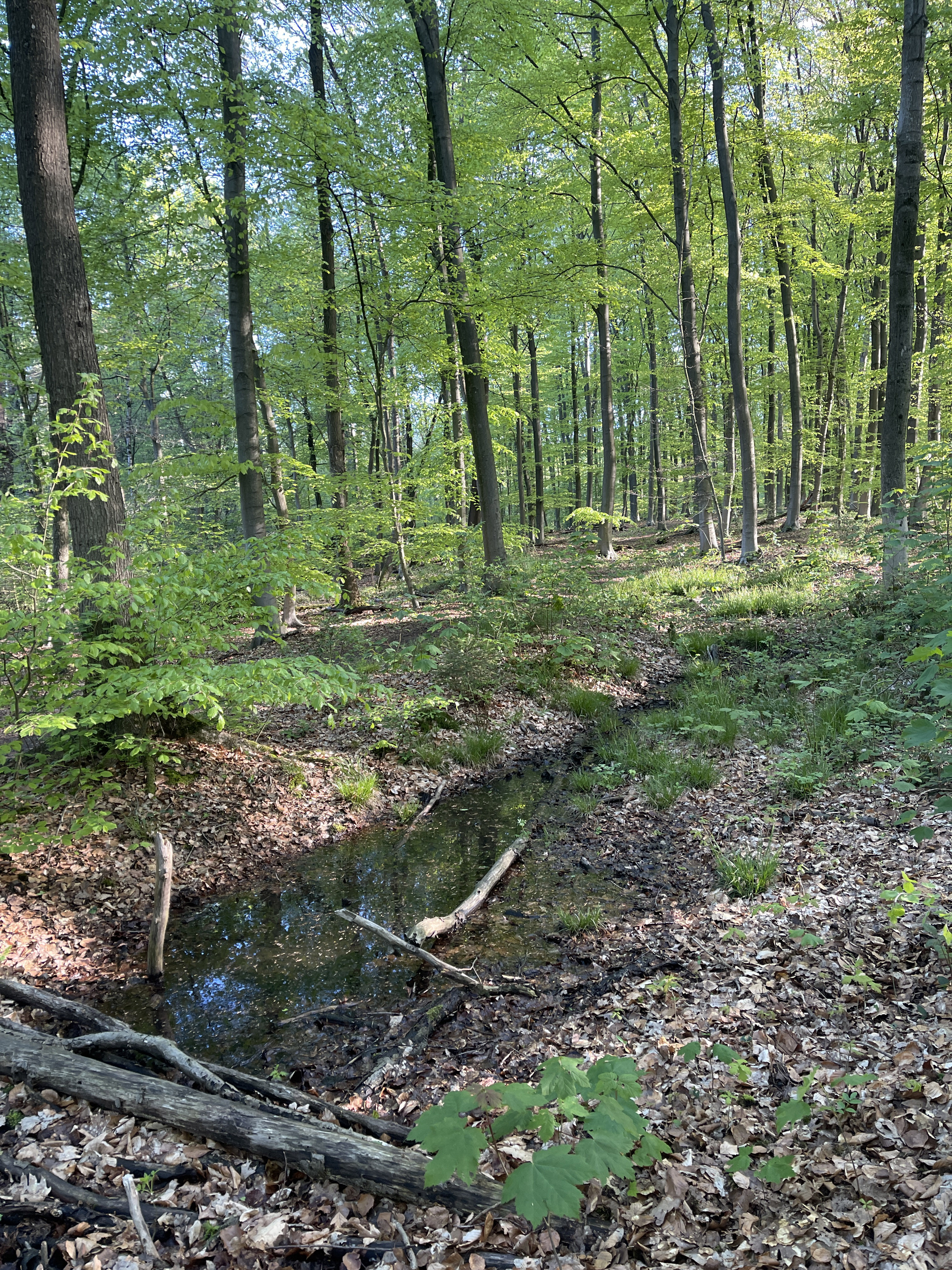
Wassergräben im Buchenwald
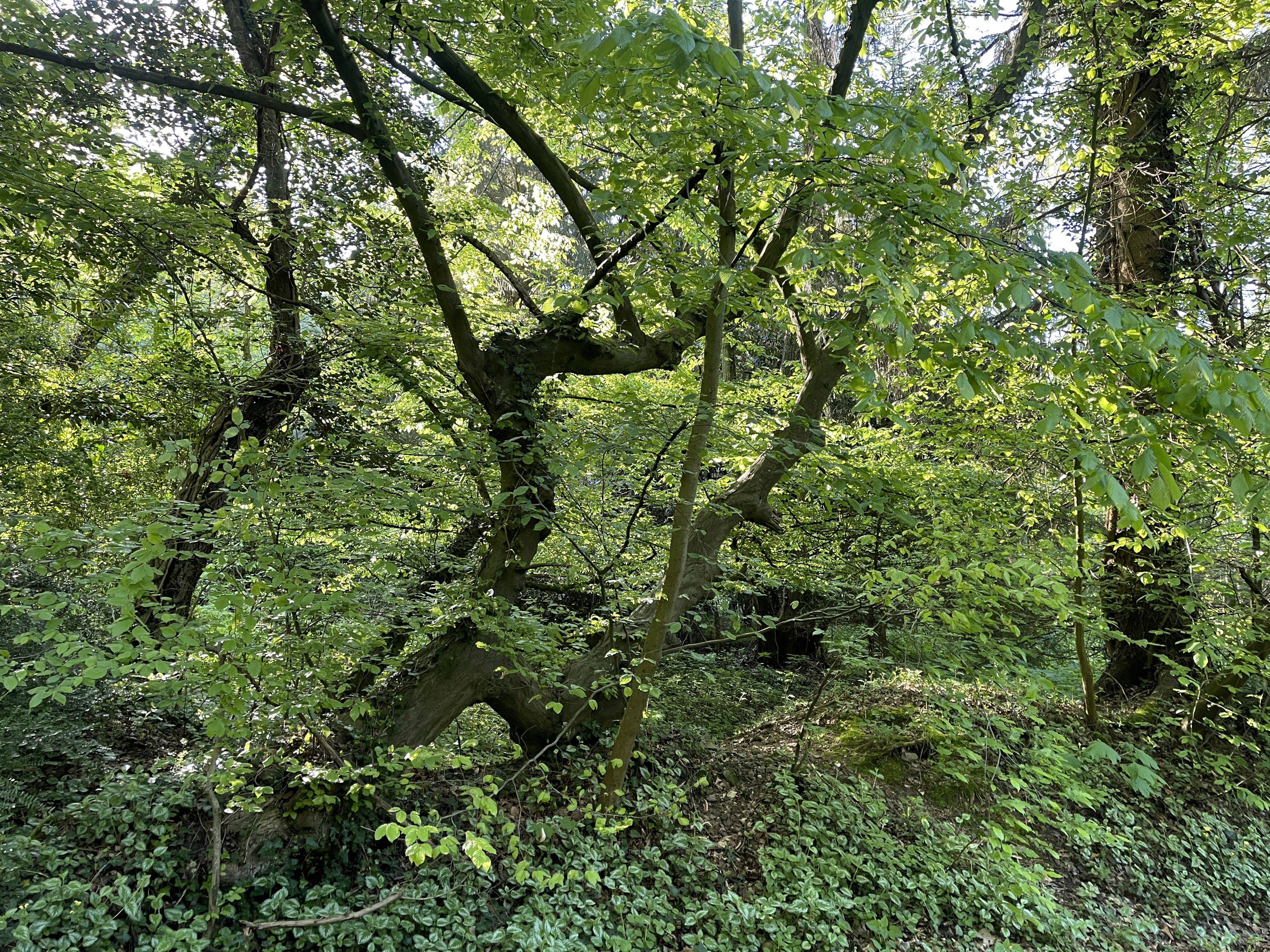
Bizarre Wuchsform im Sumpfwald
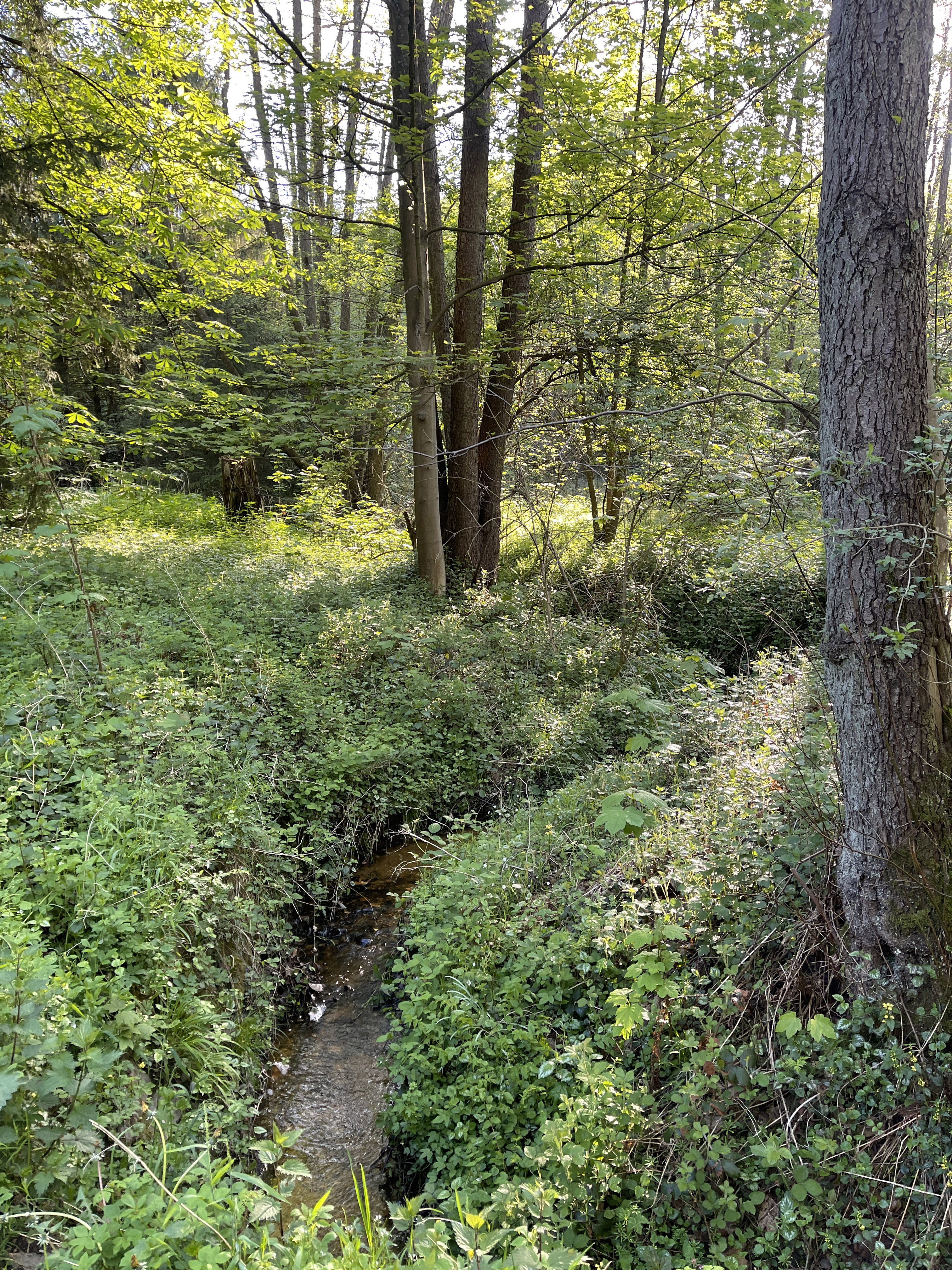
Baulofsgraben
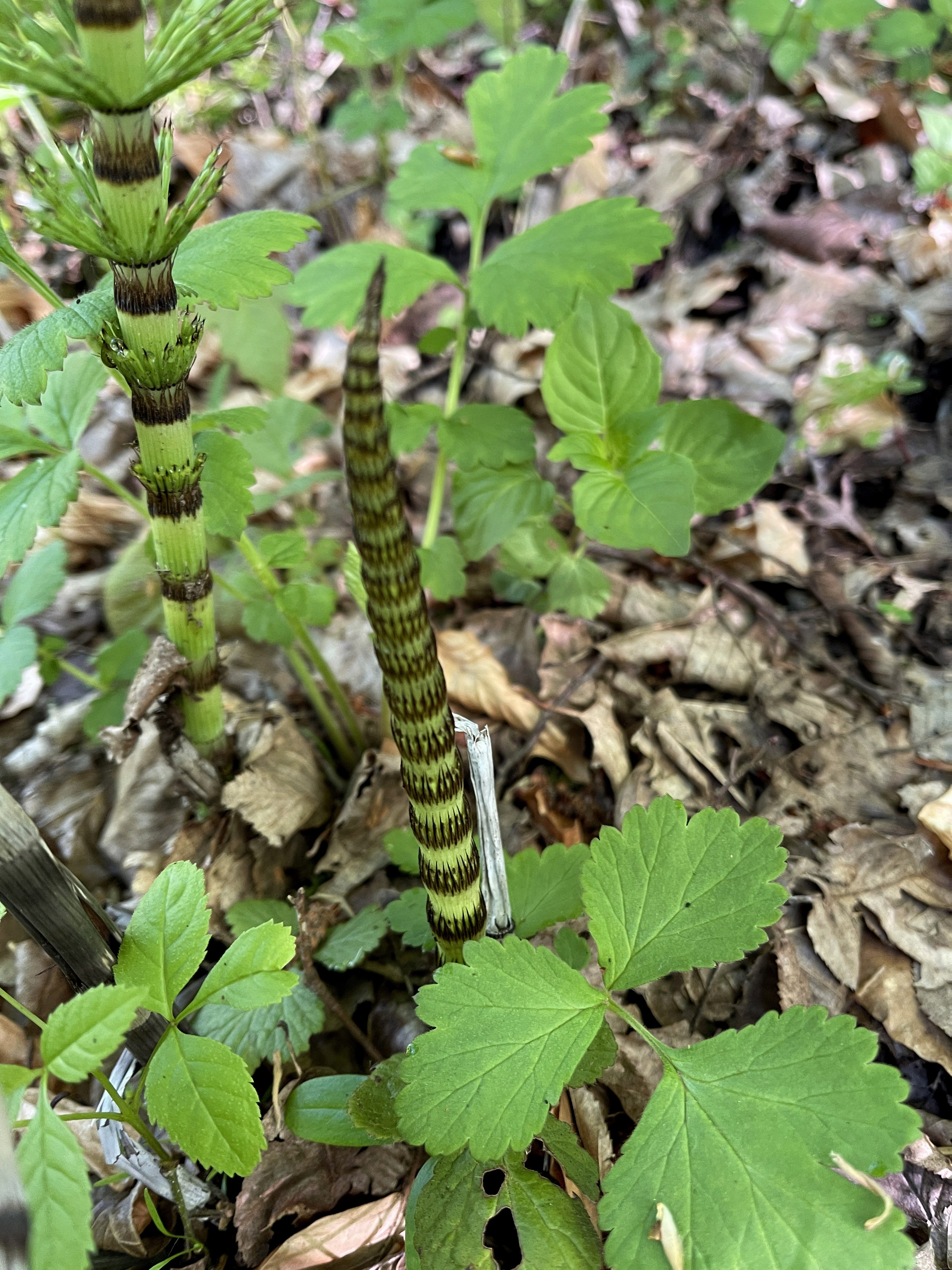
Austreibender Riesen-Schachtelhalm
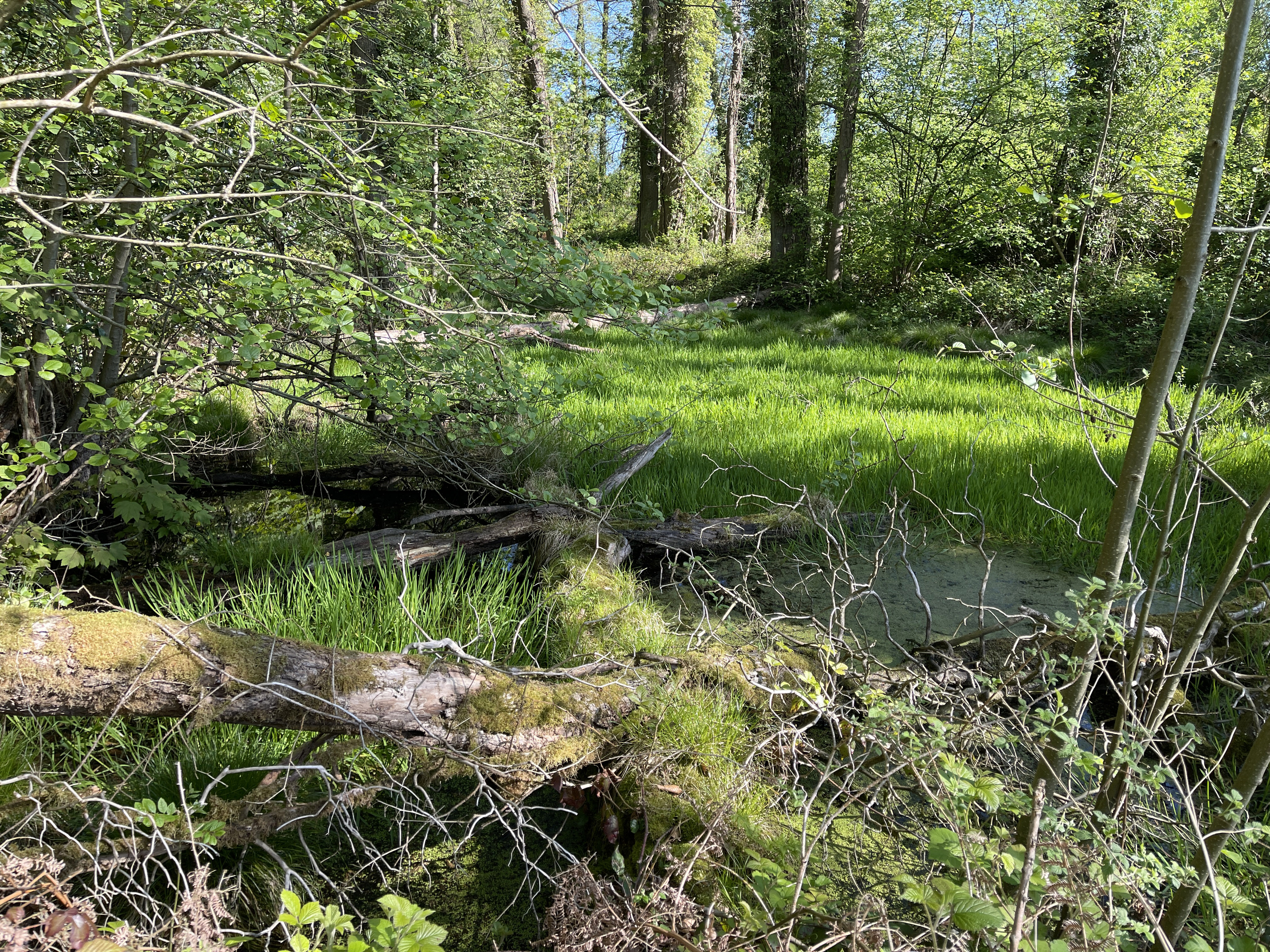
Sumpfwald nahe der Quelle des Kopperschaller Baches
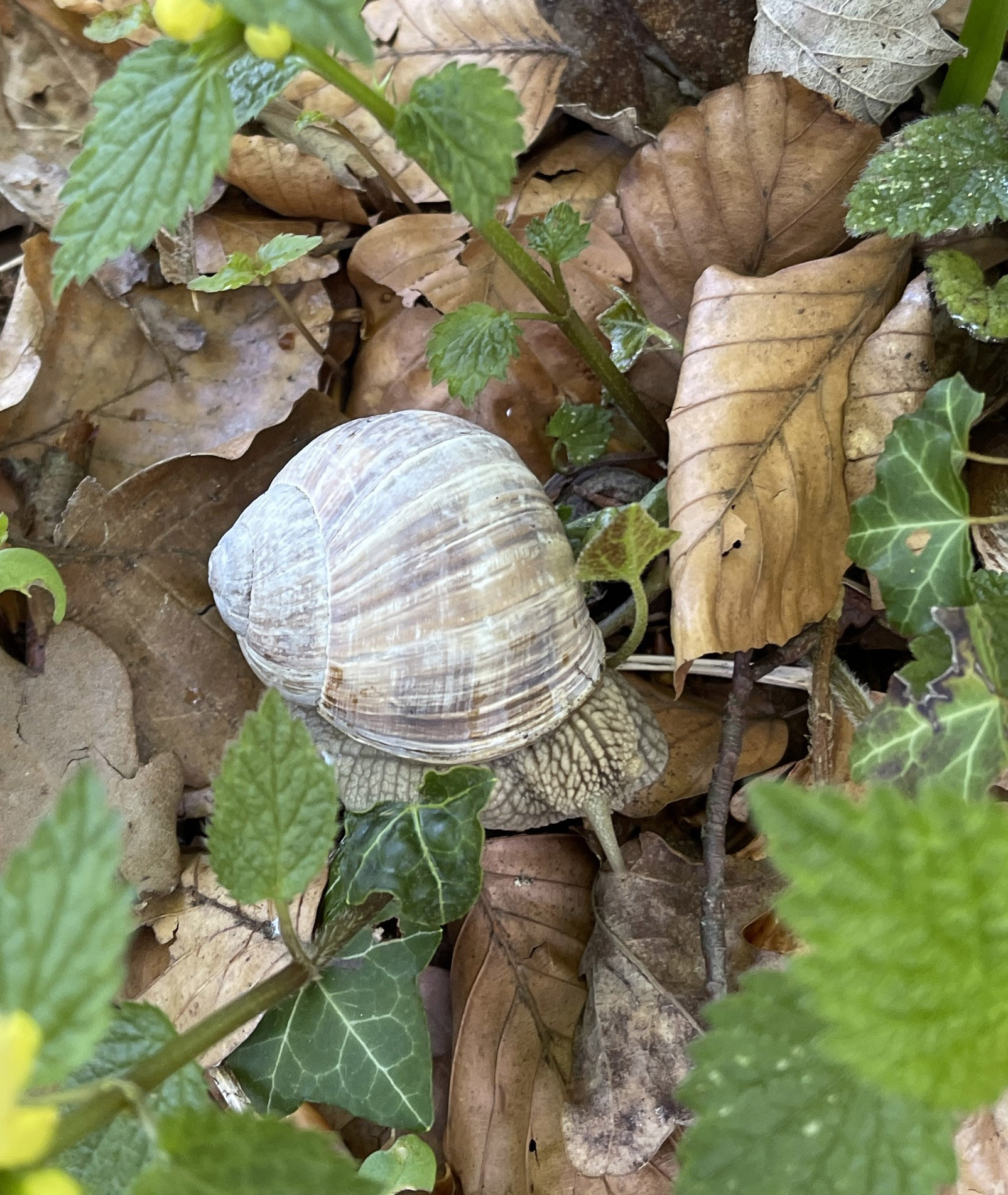
Weinbergschnecke im NSG
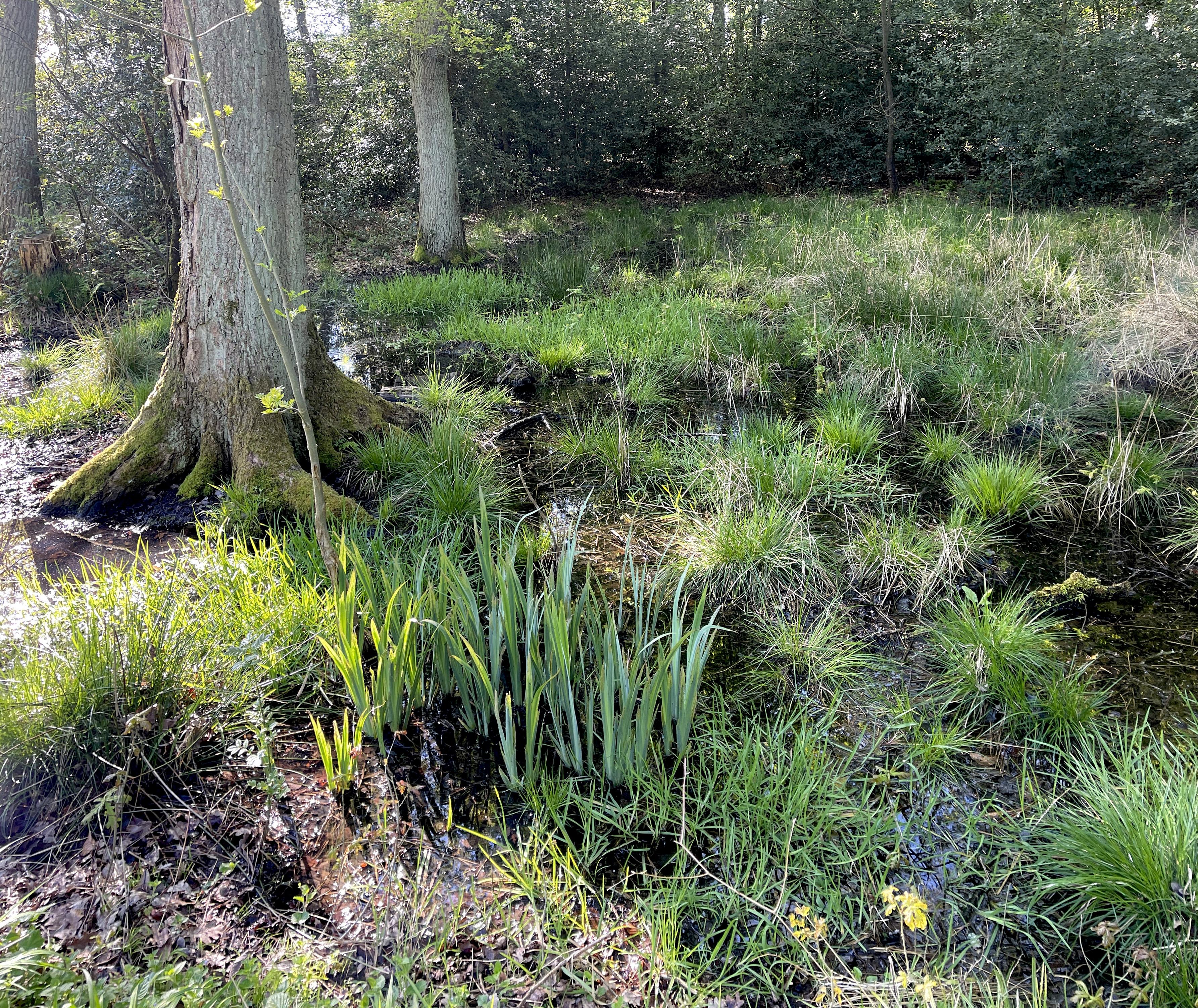
Quellbereich Fahrenkothener Bach
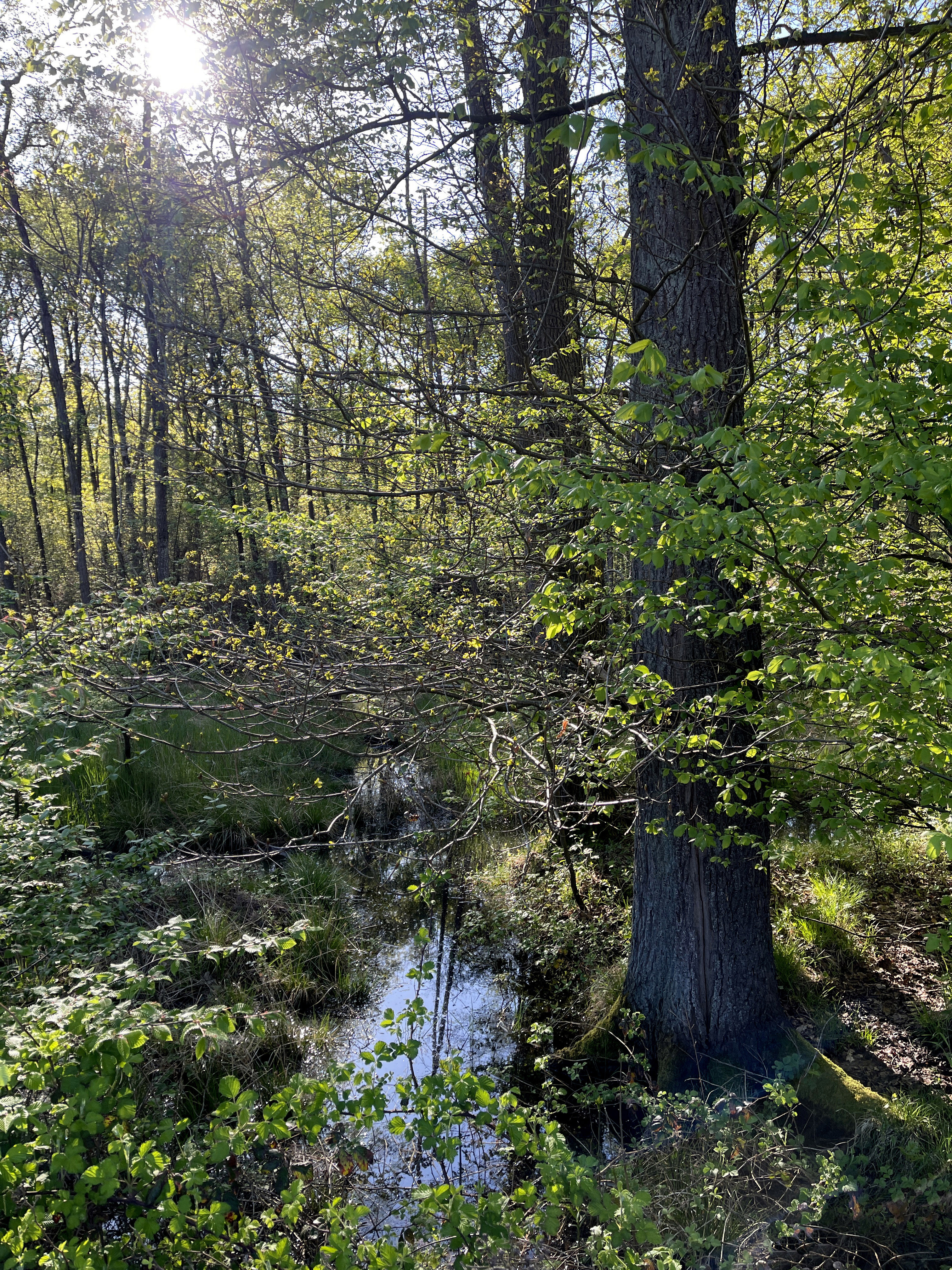
Im Schwarzebruch (nördl. Bereich)